# 503 Evelyn
503 Evelyn è un asteroide della fascia principale del diametro medio di circa 81,68 km. Scoperto nel 1903, presenta un'orbita caratterizzata da un semiasse maggiore pari a 2,7243400 UA e da un'eccentricità di 0,1746559, inclinata di 5,02625° rispetto all'eclittica.
È stato chiamato così dallo scopritore, Raymond Smith Dugan, in onore di sua madre, Evelyn Smith Dugan.